# 국도 제26호선
국도 제26호선 (國道第二十六號線)은 전북특별자치도 군산시 옥서면 군산공항에서 전주시, 거창군을 지나 대구광역시 서구 두류네거리를 연결하는 대한민국의 일반 국도이다.

## 연혁
- 1971년 8월 31일 : 일반국도노선지정령에 의해 국도 제26호선 군산 ~ 대구선이 됨.[1]
- 1971년 11월 2일 : 우회 구간 직선 시공으로 진안군 진안면 군하리 ~ 군상리 1.95 km 구간을 1.83 km 로 도로구역 변경[2]
- 1972년 12월 28일 : 노선 개량으로 인해 완주군 소양면 화심리 ~ 진안군 부귀면 신정리 13.3 km 구간을 9.155 km 로 도로구역 변경[3]
- 1980년 8월 22일 : 전라북도 완주군 용진면 산정리 ~ 경상남도 함양군 서상면 상남리 (모래재터널 포함) 구간 개통[4]
- 1980년 10월 2일 : 함양군 안의면 월림리 ~ 교북리 707m 구간 개통 및 기존 620m 구간 폐지[5]
- 1986년 5월 13일 : 종점을 '경상북도 대구시'에서 '대구직할시 서구'로 변경함.[6]
- 1996년 7월 1일 : 종점을 '대구직할시 서구'에서 '대구광역시 서구'로 변경함.[7]
- 1997년 12월 19일 : 진안우회도로(진안군 진안읍 군하리 ~ 구룡리) 2.83 km 구간 개통[8]
- 1998년 1월 31일 : 전주 ~ 소양간 도로(전주시 덕진구 우아동 ~ 완주군 소양면 화심리) 11.13 km 구간 개통[9]
- 1998년 4월 3일 : 장수군 장계면 무농리 ~ 월강리 2.14 km 구간 개통[10]
- 1999년 1월 22일 : 소양 ~ 부귀간 도로(완주군 소양면 화심리 ~ 진안군 부귀면 신정리) 14.646 km 구간 확장 개통[11]
- 2001년 3월 23일 : 전주 나들목 개량사업으로 전주시 덕진구 반월동 ~ 고랑동 2.08 km 구간 도로구역 변경, 기존 1.88 km 구간 폐지[12]
- 2002년 12월 30일 : 묘산우회도로(합천군 묘산면 반포리 ~ 화양리) 4.78 km 구간 확장 개통, 기존 3.8 km 구간 폐지[13]
- 2003년 7월 24일 : 중남 ~ 송계간 도로(함양군 서상면 중남리 ~ 서하면 송계리) 구간 5.42 km 확장 개통[14]
- 2003년 12월 26일 : 거창군 거창읍 송정리 ~ 대평리 구간을 대동리를 지나지 않게 노선 변경. 이에 따라 거창군 거창읍 송정리 ~ 대평리 구간이 4.0km에서 2.6km로 변경[15]
- 2004년 12월 27일 : 고령 ~ 성산간 도로 및 성산 ~ 논공간 도로(고령군 고령읍 헌문리 ~ 달성군 논공면 위천리) 12.8 km 구간 확장 개통, 기존 13.4 km 구간 폐지[16]
- 2005년 12월 22일 : 군산시 사정동 ~ 개정면 운회리 2.12 km 구간 확장 개통[17]
- 2010년 11월 23일 : 마리 ~ 송정간 도로(거창군 마리면 말흘리 ~ 거창읍 송정리) 3.8 km 구간 확장 개통[18], 기존 5.2 km 구간 폐지[19]
- 2013년 6월 : 육십령생태통로 준공[20]
- 2015년 2월 13일 : 용정 ~ 용진간 도로 중 용정 교차로 ~ 반월 교차로(전주시 덕진구 용정동 ~ 고량동) 3.2 km 구간 확장 개통[21]
- 2016년 10월 28일 : 용정 ~ 용진간 도로 중 반월 교차로 ~ 용진 교차로 (전주시 덕진구 고량동 ~ 완주군 용진읍 용흥리) 8.0 km 구간 확장 개통[22]
- 2016년 10월 28일 : 용정 ~ 용진간 도로 중 반월 교차로 ~ 용진 교차로 (전주시 덕진구 고량동 ~ 완주군 용진읍 용흥리) 8.0 km 구간 개통을 11월로 연기[23]
- 2016년 11월 10일 : 용정 ~ 용진간 도로 중 반월 교차로 ~ 용진 교차로 (전주시 덕진구 고량동 ~ 완주군 용진읍 용흥리) 8.0 km 구간 확장 개통[24]
- 2017년 9월 1일 : 함양군 서하면 황산리 ~ 안의면 월림리 0.1 km 구간 개량 개통 및 기존 0.3 km 구간 폐지[25]
- 2017년 9월 28일 : 쌍림 ~ 고령간 도로(고령군 쌍림면 안림리 ~ 대가야읍 고아리) 2.2 km 구간 확장 개통[26] 및 기존 고령군 쌍림면 귀원리 ~ 대가야읍 헌문리 9.0 km 구간 폐지[27]
- 2019년 11월 5일 : 전주시 덕진구 산정동 406m 구간 확장 개통[28]
- 2019년 12월 27일 : 쌍림 ~ 고령간 도로(고령군 쌍림면 안림리 ~ 귀원리) 2.2 km 구간 확장 개통[29]
- 2020년 10월 5일 : 동군산 나들목 램프(군산시 대야면 산월리) 구간 개량 개통[30]

## 주요 경유지
전북특별자치도
- 군산시 (옥서면 · 개사동 · 산북동 · 소룡동 · 해망동 · 금동 · 장미동 · 영화동 · 중앙로1가 · 장미동 · 영동 · 중앙로1가 · 중앙로2가 · 중앙로3가 · 대명동 · 장재동 · 대명동 · 경장동 · 조촌동 · 사정동 · 개정동 · 개정면 · 대야면) - 익산시 (오산면 · 목천동) - 김제시 백구면 - 전주시 덕진구 (도도동 · 남정동 · 성덕동 · 용정동 · 반월동 · 고랑동 · 팔복동 · 송천동 · 호성동 · 우아동 · 산정동 · 금상동) - 완주군 소양면 - 진안군 (부귀면 · 진안읍) - 장수군 (천천면 · 장계면)

경상남도
- 함양군 (서상면 · 서하면 · 안의면) - 거창군 (마리면 · 거창읍 · 남상면 · 남하면) - 합천군 (봉산면 · 묘산면 · 야로면)

경상북도
- 고령군 (쌍림면 · 대가야읍 · 성산면)

대구광역시
- 달성군 (논공읍 · 옥포읍 · 화원읍) - 달서구 (대곡동 · 진천동 · 상인동 · 송현동) - 남구 대명동 - 달서구 (성당동 · 두류동) - 서구 내당동

## 노선
여기서 상행선은 대구 방면, 하행선은 군산 방면이다.

### 전북특별자치도
| 이름                                      | 접속 노선                                                           | 소재지                            | 소재지                                          | 비고                                             |
| ----------------------------------------- | ------------------------------------------------------------------- | --------------------------------- | ----------------------------------------------- | ------------------------------------------------ |
| 군산공항                                  | 남수라1길 산동길                                                    | 군산시                            | 옥서면                                          | 기점                                             |
| 비행장사거리                              | 옥구저수지로 신장원길                                               | 군산시                            | 옥서면                                          |                                                  |
| 공항 교차로                               | 국도 제21호선 (새만금북로)                                          | 군산시                            | 미성동                                          |                                                  |
| 문창초등학교                              |                                                                     | 군산시                            | 미성동                                          |                                                  |
| 미성사거리                                | 미성로                                                              | 군산시                            | 미성동                                          |                                                  |
| (이름 없음)                               | 산북로                                                              | 군산시                            | 미성동                                          |                                                  |
| 소룡사거리                                | 공단대로                                                            | 군산시                            | 소룡동                                          |                                                  |
| 전북외국어고등학교                        |                                                                     | 군산시                            | 소룡동                                          |                                                  |
| 외고삼거리                                | 국도 제4호선 국도 제21호선 국도 제77호선 (해망로)                   | 군산시                            | 소룡동                                          | 국도 제4, 21, 77호선과 중복                      |
| 월명터널삼거리                            | 월명로                                                              | 군산시                            | 해신동                                          | 국도 제4, 21, 77호선과 중복                      |
| 해망 교차로                               | 국도 제4호선 국도 제77호선 (대백제로)                               | 군산시                            | 해신동                                          | 국도 제4, 21, 77호선과 중복                      |
| 도선장사거리                              | 군산창길                                                            | 군산시                            | 월명동                                          | 국도 제21호선과 중복                             |
| 내항사거리                                | 국도 제21호선 국도 제27호선 (대학로)                                | 군산시                            | 월명동                                          | 국도 제21, 27호선과 중복                         |
| 중앙사거리                                | 국도 제27호선 (대학로) 중앙로                                       | 군산시                            | 월명동                                          | 국도 제27호선과 중복                             |
| 영동 교차로                               | 죽성로                                                              | 군산시                            | 월명동                                          |                                                  |
| 군산중앙초등학교                          |                                                                     | 군산시                            | 중앙동                                          |                                                  |
| 군산화물역사거리                          | 구암3·1로 미원로                                                    | 군산시                            | 흥남동                                          |                                                  |
| 팔마광장                                  | 경암로 해망로                                                       | 군산시                            | 흥남동                                          |                                                  |
| 팔마광장                                  | 경암로 해망로                                                       | 군산시                            | 조촌동                                          |                                                  |
| 경장사거리                                | 경포천로 백릉로                                                     | 군산시                            |                                                 |                                                  |
| 경장삼거리                                | 진포로                                                              | 군산시                            |                                                 |                                                  |
| 시청사거리                                | 수송로 시청로                                                       | 군산시                            |                                                 |                                                  |
| 동초교사거리                              | 조촌로                                                              | 군산시                            |                                                 |                                                  |
| 사정리삼거리                              | 공단대로                                                            | 군산시                            |                                                 |                                                  |
| 옥산삼거리                                | 사정동길                                                            | 군산시                            | 개정동                                          |                                                  |
| 월명종합운동장                            |                                                                     | 군산시                            | 개정동                                          |                                                  |
| 운동장사거리                              | 지방도 제709호선 (옥산로) 경기장로                                  | 군산시                            | 개정동                                          | 지방도 제709호선과 중복                          |
| 군산소방서 개정동주민센터                 |                                                                     | 군산시                            | 개정동                                          | 지방도 제709호선과 중복                          |
| 동안마을 교차로                           | 동안길                                                              | 군산시                            | 개정동                                          | 지방도 제709호선과 중복                          |
| 개정파출소                                | 지방도 제709호선 (아동남로)                                         | 군산시                            | 개정동                                          | 지방도 제709호선과 중복                          |
| 개정초등학교                              |                                                                     | 군산시                            | 개정면                                          |                                                  |
| 최호장군 교차로                           | 국도 제29호선 (금강로)                                              | 군산시                            | 개정면                                          |                                                  |
| 대야공용버스터미널                        |                                                                     | 군산시                            | 대야면                                          |                                                  |
| 터미널사거리                              | 만자로 석화로                                                       | 군산시                            | 대야면                                          |                                                  |
| 대야검문소 교차로                         | 지방도 제711호선 지방도 제718호선 지방도 제744호선 (대야관통로)     | 군산시                            | 대야면                                          | 지방도 제711, 718, 744호선과 중복                |
| 검문소삼거리                              | 지방도 제711호선 지방도 제744호선 (만경로)                          | 군산시                            | 대야면                                          | 지방도 제711, 718, 744호선과 중복                |
| 동군산 나들목                             | 15호선 서해안고속도로                                               | 군산시                            | 대야면                                          | 지방도 제718호선과 중복 국도 제21, 29호선과 연결 |
| 호원대삼거리                              | 지방도 제718호선 (탑천로)                                           | 군산시                            | 대야면                                          | 지방도 제718호선과 중복                          |
| 대야초등학교 광산분교                     |                                                                     | 군산시                            | 대야면                                          |                                                  |
| 삼길교                                    |                                                                     | 익산시                            | 오산면                                          |                                                  |
| 신용교                                    |                                                                     | 익산시                            | 오산면                                          |                                                  |
|                                           | 평화동                                                              | 익산시                            |                                                 |                                                  |
| 목천 교차로                               | 국도 제23호선 (무왕로)                                              | 익산시                            |                                                 |                                                  |
| 익산농수산물도매시장                      |                                                                     | 익산시                            |                                                 |                                                  |
| 목천삼거리                                | 목천로                                                              | 익산시                            |                                                 |                                                  |
| 만경2교                                   |                                                                     | 익산시                            |                                                 |                                                  |
|                                           | 김제시                                                              | 백구면                            |                                                 |                                                  |
| 유강검문소                                | 김제시                                                              | 백구면                            | 유강로                                          |                                                  |
| 반월삼거리                                | 김제시                                                              | 백구면                            | 지방도 제735호선 (황토로)                       |                                                  |
| 학동 교차로                               | 김제시                                                              | 백구면                            | 국도 제21호선 (새만금북로)                      |                                                  |
| 난산삼거리                                | 김제시                                                              | 백구면                            | 금백로                                          |                                                  |
| 득자삼거리                                | 김제시                                                              | 백구면                            | 지방도 제702호선 (용지로)                       |                                                  |
| 득룡교                                    | 김제시                                                              | 백구면                            |                                                 |                                                  |
|                                           | 전주시                                                              | 덕진구                            |                                                 |                                                  |
| 도도 교차로                               | 전주시                                                              | 덕진구                            | 국도 제21호선 (새만금북로)                      | 상행 진출 불가 하행 진입 불가                    |
| 대흥 교차로                               | 전주시                                                              | 덕진구                            | 국도 제1호선 국도 제27호선 (호남로)             | 상행 진출 불가 하행 진입 불가                    |
| 조촌 교차로                               | 전주시                                                              | 덕진구                            | 기린대로 온고을로                               |                                                  |
| 전주 나들목 (반월 교차로)                 | 전주시                                                              | 덕진구                            | 25호선 호남고속도로                             |                                                  |
| 동산광장 교차로 (동산고가육교)            | 전주시                                                              | 덕진구                            | 삼례로 혁신로                                   |                                                  |
| 동산역네거리                              | 전주시                                                              | 덕진구                            | 편운로 신흥마을길                               |                                                  |
| 고랑교                                    | 전주시                                                              | 덕진구                            |                                                 |                                                  |
| 전주천교                                  | 전주시                                                              | 덕진구                            | 가리내로 고내천변로 추천로 한내로               |                                                  |
| 전미교                                    | 전주시                                                              | 덕진구                            |                                                 |                                                  |
| 발단리네거리                              | 전주시                                                              | 덕진구                            | 시천로 전미로                                   |                                                  |
| 전주시농수산물시장                        | 전주시                                                              | 덕진구                            |                                                 |                                                  |
| 송천역네거리                              | 전주시                                                              | 덕진구                            | 과학로 송천중앙로                               |                                                  |
| (전주신동초등학교)                        | 전주시                                                              | 덕진구                            | 새병남로 솔내로                                 |                                                  |
| (분내)                                    | 전주시                                                              | 덕진구                            | 백석로                                          |                                                  |
| 차량등록사업소앞                          | 전주시                                                              | 덕진구                            | 국도 제17호선 국도 제21호선 (완주로) 천마산로   | 국도 제17, 21호선과 중복                         |
| 호성동행정복지센터 전주출입국외국인사무소 | 전주시                                                              | 덕진구                            |                                                 | 국도 제17, 21호선과 중복                         |
| (일이삼한방병원)                          | 전주시                                                              | 덕진구                            | 소리로                                          | 국도 제17, 21호선과 중복                         |
| 호성네거리                                | 전주시                                                              | 덕진구                            | 견훤로 초포다리로                               | 국도 제17, 21호선과 중복                         |
| 전주기린중학교                            | 전주시                                                              | 덕진구                            |                                                 | 국도 제17, 21호선과 중복                         |
| 역전광장 (전주역)                         | 전주시                                                              | 덕진구                            | 백제대로                                        | 국도 제17, 21호선과 중복                         |
| 우아교                                    | 전주시                                                              | 덕진구                            | 아중천변1길 아중천변2길                         | 국도 제17, 21호선과 중복                         |
| 우아네거리 (안덕원지하차도)               | 전주시                                                              | 덕진구                            | 국도 제17호선 국도 제21호선 (동부대로) 안덕원로 | 국도 제17, 21호선과 중복                         |
| 백자삼거리                                | 전주시                                                              | 덕진구                            | 원산정길                                        |                                                  |
| 금상 교차로                               | 전주시                                                              | 덕진구                            | 금상길 수리재길                                 |                                                  |
| 동전주 나들목                             | 전주시                                                              | 덕진구                            | 27호선 순천완주고속도로                         |                                                  |
| 삼거 교차로                               | 삼거1길 잠평1길                                                     | 완주군                            | 소양면                                          |                                                  |
| 신교                                      |                                                                     | 완주군                            | 소양면                                          |                                                  |
| 명덕 교차로                               | 명덕로 잠평1길                                                      | 완주군                            | 소양면                                          |                                                  |
| 황운 교차로                               | 소양로                                                              | 완주군                            | 소양면                                          | 상행 진입 불가 하행 진출 불가                    |
| 소양교 황운1교                            |                                                                     | 완주군                            | 소양면                                          |                                                  |
| 소양 나들목                               | 204호선 새만금포항고속도로지선                                      | 완주군                            | 소양면                                          |                                                  |
| 마수교                                    |                                                                     | 완주군                            | 소양면                                          |                                                  |
| 해월1 교차로                              | 소양로                                                              | 완주군                            | 소양면                                          |                                                  |
| 해월1교                                   |                                                                     | 완주군                            | 소양면                                          |                                                  |
| 해월2 교차로                              | 원해월길                                                            | 완주군                            | 소양면                                          |                                                  |
| 동양초등학교                              |                                                                     | 완주군                            | 소양면                                          |                                                  |
| 화심 교차로 (화심교)                      | 국가지원지방도 제55호선 (동상로) 지방도 제749호선 (상관소양로)      | 완주군                            | 소양면                                          | 국가지원지방도 제55호선과 중복                   |
| 화심리                                    | 모래재로                                                            | 완주군                            | 소양면                                          | 국가지원지방도 제55호선과 중복                   |
| 보룡고개 (보룡재)                         |                                                                     | 완주군                            | 소양면                                          | 국가지원지방도 제55호선과 중복 해발 410m         |
| 보룡고개 (보룡재)                         |                                                                     | 진안군                            | 부귀면                                          | 국가지원지방도 제55호선과 중복 해발 410m         |
| 봉암 교차로                               | 부귀로 운장로 소태정길                                              | 진안군                            | 부귀면                                          | 국가지원지방도 제55호선과 중복                   |
| 봉암교 거석1교                            |                                                                     | 진안군                            | 부귀면                                          | 국가지원지방도 제55호선과 중복                   |
| 거석사거리                                | 부귀로                                                              | 진안군                            | 부귀면                                          | 국가지원지방도 제55호선과 중복                   |
| 거석2교                                   |                                                                     | 진안군                            | 부귀면                                          | 국가지원지방도 제55호선과 중복                   |
| 부귀 교차로                               | 국가지원지방도 제49호선 (귀상로)                                    | 진안군                            | 부귀면                                          | 국가지원지방도 제49, 55호선과 중복               |
| (가죽재생태통로)                          |                                                                     | 진안군                            | 부귀면                                          | 국가지원지방도 제49, 55호선과 중복 연장 약 28m   |
| 서판사거리                                | 모래재로                                                            | 진안군                            | 부귀면                                          | 국가지원지방도 제49, 55호선과 중복               |
| 세동1교 세동2교                           |                                                                     | 진안군                            | 부귀면                                          | 국가지원지방도 제49, 55호선과 중복               |
| 연장 교차로 (연장4교)                     | 국가지원지방도 제49호선 국가지원지방도 제55호선 (관진로) 거북바위로 | 진안군                            | 진안읍                                          | 국가지원지방도 제49, 55호선과 중복               |
| 부곡삼거리 (용대육교)                     | 거북바위로 용지동길                                                 | 진안군                            | 진안읍                                          | 상행 진출 불가 하행 진입 불가                    |
| (생태통로)                                |                                                                     | 진안군                            | 진안읍                                          | 연장 약 30m                                      |
| 진안 교차로                               | 국도 제30호선 (진무로) 지방도 제795호선 (중앙로) 마이산로           | 진안군                            | 진안읍                                          | 국도 제30호선과 중복                             |
| 진안육교                                  |                                                                     | 진안군                            | 진안읍                                          | 국도 제30호선과 중복                             |
| 월랑 교차로                               | 진무로                                                              | 진안군                            | 진안읍                                          | 국도 제30호선과 중복                             |
| 구룡 교차로                               | 국도 제30호선 (진장로)                                              | 진안군                            | 진안읍                                          | 국도 제30호선과 중복                             |
| 도통삼거리                                | 구룡길                                                              | 진안군                            | 진안읍                                          |                                                  |
| 오천삼거리                                | 죽산로                                                              | 진안군                            | 진안읍                                          |                                                  |
| 외오천삼거리                              | 지방도 제726호선 (오가로)                                           | 진안군                            | 진안읍                                          | 지방도 제726호선과 중복                          |
| 방곡재                                    |                                                                     | 진안군                            | 진안읍                                          | 지방도 제726호선과 중복                          |
|                                           | 장수군                                                              | 천천면                            |                                                 | 지방도 제726호선과 중복                          |
| 천천삼거리                                | 장수군                                                              | 천천면                            | 국도 제13호선 지방도 제726호선 (장천로) 천천로  | 지방도 제726호선과 중복 국도 제13호선과 중복     |
| 춘송삼거리                                | 장수군                                                              | 천천면                            | 천천로                                          | 국도 제13호선과 중복                             |
| 용광삼거리                                | 장수군                                                              | 천천면                            | 국도 제13호선 (천천북로)                        | 국도 제13호선과 중복                             |
| 원무농삼거리                              | 장수군                                                              | 한들로                            | 장계면                                          |                                                  |
| 장계사거리                                | 장수군                                                              | 국도 제19호선 (장무로)            | 장계면                                          | 국도 제19호선과 중복                             |
| 신동삼거리 (무진장소방서)                 | 장수군                                                              | 국도 제19호선 (백화로) 장계신기길 | 장계면                                          | 국도 제19호선과 중복                             |
| 월강삼거리                                | 장수군                                                              | 한들로 도장골길                   | 장계면                                          |                                                  |
| 삼봉삼거리                                | 장수군                                                              | 의암로                            | 장계면                                          |                                                  |
| 오동삼거리                                | 장수군                                                              | 지방도 제743호선 (의암로)         | 장계면                                          | 지방도 제743호선과 중복                          |
| 명덕교                                    | 장수군                                                              |                                   | 장계면                                          | 지방도 제743호선과 중복                          |
| 명덕삼거리                                | 장수군                                                              | 지방도 제743호선 (소비재로)       | 장계면                                          | 지방도 제743호선과 중복                          |
| 렛츠런팜장수목장                          | 장수군                                                              |                                   | 장계면                                          |                                                  |
| 육십령생태통로                            | 장수군                                                              |                                   | 장계면                                          | 육십령 해발 734m 연장 43m                        |

### 경상남도
| 이름                      | 접속 노선                                                     | 소재지                       | 소재지                                        | 비고 |
| ------------------------- | ------------------------------------------------------------- | ---------------------------- | --------------------------------------------- | --- |
| 육십령생태통로            |                                                               | 함양군                       | 서상면                                        | 육십령 해발 734m 연장 43m                                                                                            |
| 중남사거리                | 국가지원지방도 제37호선 지방도 제1001호선 (덕유월성로) 서상로 | 함양군                       | 서상면                                        | 국가지원지방도 제37호선과 중복 지방도 제1001호선과 중복                                                              |
| 중남교 오산1교            |                                                               | 함양군                       | 서상면                                        | 국가지원지방도 제37호선과 중복 지방도 제1001호선과 중복                                                              |
| 오산2교                   | 대남로                                                        | 함양군                       | 서상면                                        | 국가지원지방도 제37호선과 중복 지방도 제1001호선과 중복                                                              |
| 도천교                    |                                                               | 함양군                       | 서상면                                        | 국가지원지방도 제37호선과 중복 지방도 제1001호선과 중복                                                              |
| (송계통로)                | 서상로                                                        | 함양군                       | 서하면                                        | 국가지원지방도 제37호선과 중복 지방도 제1001호선과 중복 하행선 서상 나들목 이용시 진출 상행 진출 불가 하행 진입 불가 |
| 송계삼거리                | 국가지원지방도 제37호선 지방도 제1001호선 (함양남서로) 송계길 | 함양군                       | 서하면                                        | 국가지원지방도 제37호선과 중복 지방도 제1001호선과 중복                                                              |
| 서하초등학교              | 서하송계로 송계길                                             | 함양군                       | 서하면                                        | |
| 서하교                    |                                                               | 함양군                       | 서하면                                        | |
| 농월정국민관광지          | 농월정길                                                      | 함양군                       | 안의면                                        | |
| 안의대교 서단             | 강변로 교동길                                                 | 함양군                       | 안의면                                        | |
| 안의대교                  |                                                               | 함양군                       | 안의면                                        | |
| 안의대교 동단             | 관북길                                                        | 함양군                       | 안의면                                        | |
| 교북 교차로               | 국도 제3호선 국도 제24호선 (거함대로)                         | 함양군                       | 안의면                                        | 국도 제3, 24호선과 중복                                                                                              |
| 용추 교차로               | 용추계곡로                                                    | 함양군                       | 안의면                                        | 국도 제3, 24호선과 중복                                                                                              |
| 삼산 교차로               | 거안로                                                        | 함양군                       | 안의면                                        | 국도 제3, 24호선과 중복                                                                                              |
| 바래기재                  |                                                               | 함양군                       | 안의면                                        | 국도 제3, 24호선과 중복                                                                                              |
|                           | 거창군                                                        | 마리면                       |                                               | 국도 제3, 24호선과 중복                                                                                              |
| 삼거리 교차로             | 거창군                                                        | 마리면                       | 거안로                                        | 국도 제3, 24호선과 중복                                                                                              |
| 지동 교차로               | 거창군                                                        | 마리면                       | 국도 제37호선 (거안로)                        | 국도 제3, 24, 37호선과 중복                                                                                          |
| 말흘 교차로               | 거창군                                                        | 마리면                       | 거안로                                        | 국도 제3, 24, 37호선과 중복 상행 진출 불가 하행 진입 불가                                                            |
| 장백터널                  | 거창군                                                        | 마리면                       |                                               | 국도 제3, 24, 37호선과 중복 연장 639m                                                                                |
| 장백터널                  | 거창군                                                        | 거창읍                       |                                               | 국도 제3, 24, 37호선과 중복 연장 639m                                                                                |
| 거열터널                  | 거창군                                                        |                              | 국도 제3, 24, 37호선과 중복 연장 544m         | |
| 송정 교차로               | 거창군                                                        | 국도 제3호선 (옹양로)        | 국도 제3, 24, 37호선과 중복                   | |
| 절부사거리                | 거창군                                                        | 강남로 강변로                | 국도 제24호선과 중복                          | |
| (이름 없음)               | 거창군                                                        | 강남로1길                    | 국도 제24호선과 중복                          | |
| 김천사거리                | 거창군                                                        | 지방도 제1084호선 (수남로)   | 국도 제24호선과 중복                          | |
| (이름 없음)               | 거창군                                                        | 거함대로4길 창남2길          | 국도 제24호선과 중복                          | |
| (이름 없음)               | 거창군                                                        | 거창대로                     | 국도 제24호선과 중복                          | |
| (이름 없음)               | 거창군                                                        | 지방도 제1089호선 (창동로)   | 국도 제24호선과 중복 지방도 제1089호선과 중복 | |
| 거창소방서                | 거창군                                                        | 거함대로                     | 국도 제24호선과 중복 지방도 제1089호선과 중복 | |
| 거창 나들목               | 거창군                                                        | 12호선 광주대구고속도로      | 국도 제24호선과 중복 지방도 제1089호선과 중복 | |
| 국농소삼거리              | 거창군                                                        | 지방도 제1089호선 (밤티재로) | 국도 제24호선과 중복 지방도 제1089호선과 중복 | |
| 남하교                    | 거창군                                                        |                              | 국도 제24호선과 중복                          | |
| 남하교                    | 거창군                                                        | 남하면                       | 국도 제24호선과 중복                          | |
| 남하면사무소 남하초등학교 | 거창군                                                        |                              | 국도 제24호선과 중복                          | |
| 산포삼거리                | 거창군                                                        | 지방도 제1099호선 (지산로)   | 국도 제24호선과 중복                          | |
| 석우교                    | 거창군                                                        |                              | 국도 제24호선과 중복                          | |
| 가천교                    | 거창군                                                        |                              | 국도 제24호선과 중복                          | |
|                           | 합천군                                                        | 봉산면                       | 국도 제24호선과 중복                          | |
| 봉산삼거리                | 합천군                                                        | 봉산면                       | 국도 제59호선 지방도 제1034호선 (서부로)      | 국도 제24호선과 중복 지방도 제1034호선과 중복                                                                        |
| 권빈삼거리                | 합천군                                                        | 봉산면                       | 지방도 제1034호선 (인덕로)                    | 국도 제24호선과 중복 지방도 제1034호선과 중복                                                                        |
| 반포교                    | 합천군                                                        | 묘산로                       | 묘산면                                        | 국도 제24호선과 중복                                                                                                 |
| 묘산 교차로               | 합천군                                                        | 국도 제24호선 (마령로)       | 묘산면                                        | 국도 제24호선과 중복                                                                                                 |
| 안성교                    | 합천군                                                        | 묘산로                       | 묘산면                                        | |
| 분기삼거리                | 합천군                                                        | 지방도 제1084호선 (가야산로) | 야로면                                        | |
| 석사교                    | 합천군                                                        |                              | 야로면                                        | |

### 경상북도
| 이름                | 접속 노선                                                              | 소재지 | 소재지                                                                             | 비고                 |
| ------------------- | ---------------------------------------------------------------------- | ------ | ---------------------------------------------------------------------------------- | -------------------- |
| 석사교              |                                                                        | 고령군 | 쌍림면                                                                             |                      |
| 백산초등학교 (폐교) |                                                                        | 고령군 | 쌍림면                                                                             |                      |
| 귀원피암제1터널     |                                                                        | 고령군 | 쌍림면                                                                             | 연장 약 135m         |
| 귀원삼거리          | 대가야로                                                               | 고령군 | 쌍림면                                                                             |                      |
| 귀원교              |                                                                        | 고령군 | 쌍림면                                                                             |                      |
| 매촌 교차로         | 국도 제33호선 (가야로)                                                 | 고령군 | 쌍림면                                                                             | 국도 제33호선과 중복 |
| 신곡교 선암교       |                                                                        | 고령군 | 쌍림면                                                                             | 국도 제33호선과 중복 |
| 신곡 교차로         | 신곡교길                                                               | 고령군 | 쌍림면                                                                             | 국도 제33호선과 중복 |
| 방아실 교차로       | 대가야로                                                               | 고령군 | 쌍림면                                                                             | 국도 제33호선과 중복 |
| 고곡교              |                                                                        | 고령군 | 쌍림면                                                                             | 국도 제33호선과 중복 |
| 안림 교차로         | 지방도 제907호선 (쌍쌍로) 대가야로                                     | 고령군 | 쌍림면                                                                             | 국도 제33호선과 중복 |
| 안림1교             |                                                                        | 고령군 | 쌍림면                                                                             | 국도 제33호선과 중복 |
|                     | 대가야읍                                                               | 고령군 |                                                                                    | 국도 제33호선과 중복 |
| 안림2교 안림천교    |                                                                        | 고령군 |                                                                                    | 국도 제33호선과 중복 |
| 골안 교차로         | 신남로                                                                 | 고령군 | 국도 제33호선과 중복 상행 진출 불가 하행 진입 불가                                 |                      |
| 골안교 골안3교      |                                                                        | 고령군 | 국도 제33호선과 중복                                                               |                      |
| 헌문 교차로         | 국가지원지방도 제79호선 (성산로) 중앙로                                | 고령군 | 국도 제33호선과 중복 국가지원지방도 제79호선과 중복                                |                      |
| 고령 교차로         | 국도 제33호선 국가지원지방도 제67호선 국가지원지방도 제79호선 (가야로) | 고령군 | 국도 제33호선과 중복 국가지원지방도 제79호선과 중복 국가지원지방도 제67호선과 중복 |                      |
| 회천교              |                                                                        | 고령군 | 국가지원지방도 제67호선과 중복                                                     |                      |
| 고령터널            |                                                                        | 고령군 | 국가지원지방도 제67호선과 중복 연장 760m                                           |                      |
| 고령터널            | 성산면                                                                 | 고령군 | 국가지원지방도 제67호선과 중복 연장 760m                                           |                      |
| 대밭교 도룡곡교     |                                                                        | 고령군 | 국가지원지방도 제67호선과 중복                                                     |                      |
| 기산 교차로         | 성산로                                                                 | 고령군 | 국가지원지방도 제67호선과 중복                                                     |                      |
| 기족 교차로         | 지방도 제905호선 (성산로)                                              | 고령군 | 국가지원지방도 제67호선과 중복                                                     |                      |
| 어실교              |                                                                        | 고령군 | 국가지원지방도 제67호선과 중복                                                     |                      |
| 득성터널            |                                                                        | 고령군 | 국가지원지방도 제67호선과 중복 연장 390m                                           |                      |
| 득성교              |                                                                        | 고령군 | 국가지원지방도 제67호선과 중복                                                     |                      |
| 성산대교            |                                                                        | 고령군 | 국가지원지방도 제67호선과 중복                                                     |                      |

### 대구광역시
| 이름                                                                            | 접속 노선                                          | 소재지     | 소재지 | 비고                                                    |
| ------------------------------------------------------------------------------- | -------------------------------------------------- | ---------- | ------ | ------------------------------------------------------- |
| 성산대교                                                                        |                                                    | 달성군     | 논공읍 | 국가지원지방도 제67호선과 중복                          |
| 위천 교차로                                                                     | 국도 제5호선 국가지원지방도 제67호선 (비슬로)      | 달성군     | 논공읍 | 국가지원지방도 제67호선과 중복 국도 제5호선과 중복      |
| 위천삼거리                                                                      | 성산로                                             | 달성군     | 논공읍 | 국도 제5호선과 중복                                     |
| 논공휴게소                                                                      |                                                    | 달성군     | 논공읍 | 국도 제5호선과 중복                                     |
| 논공읍 행정복지센터                                                             |                                                    | 달성군     | 논공읍 | 국도 제5호선과 중복                                     |
| 달성군청 교차로                                                                 | 달성군청로                                         | 달성군     | 논공읍 | 국도 제5호선과 중복                                     |
| 경서중학교 대구옥포초등학교 옥포읍 행정복지센터                                 |                                                    | 달성군     | 옥포읍 | 국도 제5호선과 중복                                     |
| 화원옥포 나들목 (화원옥포IC네거리) (고가차도)                                   | 451호선 중부내륙고속도로지선 비슬로468길           | 달성군     | 옥포읍 | 국도 제5호선과 중복                                     |
| 화원고등학교                                                                    |                                                    | 달성군     | 화원읍 | 국도 제5호선과 중복                                     |
| (이름 없음)                                                                     | 성천로 화암로                                      | 달성군     | 화원읍 | 국도 제5호선과 중복                                     |
| 화원교                                                                          |                                                    | 달성군     | 화원읍 | 국도 제5호선과 중복                                     |
| 화원삼거리                                                                      | 사문진로                                           | 달성군     | 화원읍 | 국도 제5호선과 중복                                     |
| 대구화원초등학교 화원읍 행정복지센터 대원고등학교                               |                                                    | 달성군     | 화원읍 | 국도 제5호선과 중복                                     |
| 대곡역                                                                          | 명천로 비슬로543길                                 | 달성군     | 화원읍 | 국도 제5호선과 중복                                     |
| 유천네거리                                                                      | 달서대로 상화로                                    | 대구광역시 | 달서구 | 국도 제5호선과 중복                                     |
| 차량기지 교차로                                                                 | 상화로5길 월배로5길                                | 대구광역시 | 달서구 | 국도 제5호선과 중복                                     |
| 진천네거리 (진천역)                                                             | 진천로                                             | 대구광역시 | 달서구 | 국도 제5호선과 중복                                     |
| 월배시장 교차로                                                                 | 월배로22길 월배로23길 월배로24길                   | 대구광역시 | 달서구 | 국도 제5호선과 중복                                     |
| 월배초등학교 (월배역)                                                           |                                                    | 대구광역시 | 달서구 | 국도 제5호선과 중복                                     |
| (우리빌딩)                                                                      | 상원로                                             | 대구광역시 | 달서구 | 국도 제5호선과 중복                                     |
| 상인네거리 (상인역)                                                             | 월곡로                                             | 대구광역시 | 달서구 | 국도 제5호선과 중복                                     |
| 롯데백화점 상인점 대구상원고등학교 대구교통공사 경북기계공업고등학교 대서중학교 |                                                    | 대구광역시 | 달서구 | 국도 제5호선과 중복                                     |
| 월촌역 교차로                                                                   | 송현로                                             | 대구광역시 | 달서구 | 국도 제5호선과 중복                                     |
| 송현역                                                                          |                                                    | 대구광역시 | 달서구 | 국도 제5호선과 중복                                     |
| 가야기독병원삼거리                                                              | 월배로85길                                         | 대구광역시 | 달서구 | 국도 제5호선과 중복                                     |
| (삼일병원)                                                                      | 중흥로 학산로                                      | 대구광역시 | 달서구 | 국도 제5호선과 중복                                     |
| 성당네거리 (서부정류장역) (대구서부정류장)                                      | 국가지원지방도 제30호선 (대명로) 구마로            | 대구광역시 | 달서구 | 국도 제5호선과 중복 국가지원지방도 제30호선과 중복      |
| 두리봉네거리                                                                    | 대명천로                                           | 대구광역시 | 달서구 | 국도 제5호선과 중복 국가지원지방도 제30호선과 중복      |
| 두류공원네거리                                                                  | 두류공원로 성당로                                  | 대구광역시 | 달서구 | 국도 제5호선과 중복 국가지원지방도 제30호선과 중복      |
| 두류운동장 이월드 두류도서관                                                    |                                                    | 대구광역시 | 달서구 | 국도 제5호선과 중복 국가지원지방도 제30호선과 중복      |
| (이름 없음)                                                                     | 야외음악당로                                       | 대구광역시 | 달서구 | 국도 제5호선과 중복 국가지원지방도 제30호선과 중복      |
| 대구신흥초등학교                                                                |                                                    | 대구광역시 | 달서구 | 국도 제5호선과 중복 국가지원지방도 제30호선과 중복      |
| 두류네거리 (두류역)                                                             | 국도 제5호선 (서대구로) 국도 제30호선 (달구벌대로) | 대구광역시 | 서구   | 국도 제5호선과 중복 국가지원지방도 제30호선과 중복 종점 |

## 도로명
전북특별자치도
- 군산시 옥서면 군산공항 ~ 비행장사거리 : 선연길
- 군산시 옥서면 비행장사거리 ~ 소룡동 외고삼거리 : 공항로
- 군산시 소룡동 외고삼거리 ~ 월명동 내항삼거리 : 해망로
- 군산시 월명동 내항삼거리 ~ 중앙사거리 : 대학로
- 군산시 월명동 중앙사거리 ~ 흥남동 팔마광장 : 중앙로
- 군산시 흥남동 팔마광장 ~ 전주시 덕진구 조촌 교차로 : 번영로
- 전주시 덕진구 조촌 교차로 ~ 안덕원사거리 : 동부대로
- 전주시 덕진구 안덕원사거리 ~ 진안군 진안읍 구룡 교차로 : 전진로
- 진안군 진안읍 구룡 교차로 ~ 장수군 장계면 원무농삼거리 : 진장로
- 장수군 장계면 원무농삼거리 ~ 육십령 : 육십령로

경상남도
- 함양군 서상면 육십령 ~ 안의면 교북 교차로 : 육십령로
- 함양군 안의면 교북 교차로 ~ 거창군 거창읍 대평리만남의광장 : 거함대로
- 거창군 거창읍 대평리만남의광장 ~ 대평리 : 거함대로5길
- 거창군 거창읍 대평리 ~ 거창소방서 : 창동로
- 거창군 거창읍 거창소방서 ~ 남하교 : 거함대로
- 거창군 남하면 남하교 ~ 합천군 야로면 석사교 : 영서로

경상북도
- 고령군 쌍림면 석사교 ~ 귀원삼거리 : 영서로
- 고령군 쌍림면 귀원삼거리 ~ 대가야읍 고령광장 : 대가야로
- 고령군 대가야읍 고령광장 ~ 헌문 교차로 : 중앙로
- 고령군 대가야읍 헌문 교차로 ~ 고령 교차로 : 가야로
- 고령군 대가야읍 고령 교차로 ~ 성산면 성산대교 : 동고령로

대구광역시
- 달성군 논공읍 성산대교 ~ 위천 교차로 : 동고령로
- 달성군 논공읍 위천 교차로 ~ 달서구 유천네거리 : 비슬로
- 달서구 유천네거리 ~ 성당네거리 : 월배로
- 달서구 성당네거리 ~ 두류공원네거리 : 성당로
- 달서구 두류공원네거리 ~ 서구 두류네거리 : 두류공원로